# Zbór Ewangelicko-Baptystyczny w Katowicach
Zbór Ewangelicko-Baptystyczny w Katowicach – wspólnota protestancka działająca w latach 90. XX wieku na terenie Katowic.

## Charakterystyka
Zbór został wpisany do rejestru kościołów i innych związków wyznaniowych 21 maja 1990 roku. Przełożonym zboru był Tomasz Kalisz. Zbór we współpracy z Tadeuszem Jackiem Zielińskim założył wydawnictwo „Didache”, które publikowało literaturę protestancką, a jego pierwszą publikacją była wydana w 1992 roku praca Z historii Kościoła Ewangelickiego na Śląsku Cieszyńskim pod redakcją Zielińskiego. Wydawnictwo współpracowało także m.in. z Henrykiem Czemborem i Adamem Maliną. W okresie funkcjonowania wydawnictwo wydało, zdaniem Wisławy Bertman, kilka ważnych dla polskiej literatury protestanckiej tytułów.
W kwestiach doktrynalnych zbór wyznawał trynitaryzm, nauczał także, że jedynym źródłem doktryny i zasad życia jest Biblia. Zbór wierzył, że ma naturę duchową, pozbawioną urzędów.